# Тигана, Жан
Жан Амаду́ Тигана́ (фр. Jean Amadou Tigana; род. 23 июня 1955, Бамако) — французский футболист и футбольный тренер. Выступал на позиции полузащитника.

## Карьера
Тигана играл за клубы «Тулон», «Олимпик Лион», «Бордо» и «Олимпик Марсель». В составе сборной Франции с 1980 по 1988 год провёл 52 матча и забил 1 гол. Дебютировал за сборную 23 мая 1980 года в Москве в матче против сборной СССР, завершившившемся поражением французов со счётом 0:1. Последний матч за сборную провёл 19 ноября 1988 года. В чемпионате Франции провёл 411 матчей и забил 27 голов.
После завершения игровой карьеры тренировал французский «Олимпик» Лион и «Монако», английский «Фулхэм». С 2005 по 2007 год был главным тренером турецкого «Бешикташа».
25 мая 2010 года Тигана был назначен главным тренером клуба «Бордо». 7 мая 2011 года Жан покинул пост наставника команды из-за болельщиков клуба, которые выкрикивали оскорбления в адрес дочери тренера во время матча, в котором «Бордо» проиграл 0:4.
18 декабря 2011 года Тигана был назначен главным тренером китайского клуба «Шанхай Шеньхуа»
«Мой талант даже близко нельзя поставить рядом с умениями Мишеля Платини и Алена Жиресса. Но то, чем меня не наделила природа, я с успехом компенсировал своим трудолюбием», — эти слова Жана Тигана во многом характеризуют его футбольную карьеру.

## Достижения
Командные
Как игрока
«Бордо»
- Чемпион Франции: 1984, 1985, 1987
- Обладатель Кубка Франции: 1986, 1987

«Олимпик» (Марсель)
- Чемпион Франции: 1990, 1991

Сборная Франции
- Чемпион Европы: 1984
- Бронзовый призёр чемпионата мира: 1986

Личные
- Футболист года во Франции: 1984
- Второй игрок Европы по версии французского журнала Onze Mondial: 1986
- Лучший ассистент чемпионата Европы: 1984[5]
- Входит в состав символической сборной по итогам чемпионата Европы по версии УЕФА: 1984
- Кавалер Ордена «За заслуги»

## Статистика
| Сезон   | Клуб            | Лига      | Чемпионат        | Кубок        |
| ------- | --------------- | --------- | ---------------- | ------------ |
| 1975/76 | Тулон           | Лига два  | 24 Игры/ 1 гол   | —            |
| 1976/77 | Тулон           | Лига два  | 27 Игр/ 3 голов  | —            |
| 1977/78 | Тулон           | Лига два  | 26 Игр/ 6 голов  | —            |
| 1978/79 | Олимпик Лион    | Лига один | 36 Игр/ 3 гола   | —            |
| 1979/80 | Олимпик Лион    | Лига один | 33 Игры/ 5 голов | —            |
| 1980/81 | Олимпик Лион    | Лига один | 35 Игр/ 7 голов  | —            |
| 1981/82 | Бордо           | Лига один | 27 Игр/ 1 гол    | 1 Игра       |
| 1982/83 | Бордо           | Лига один | 32 Игр/ 2 гола   | 5 Игр        |
| 1983/84 | Бордо           | Лига один | 32 Игр/ 1 гол    | 1 Игра       |
| 1984/85 | Бордо           | Лига один | 28 Игр/ 3 гола   | 6 Игр        |
| 1985/86 | Бордо           | Лига один | 32 Игр/ 2 гола   | 2 Игры       |
| 1986/87 | Бордо           | Лига один | 37 Игр           | 8 Игр        |
| 1987/88 | Бордо           | Лига один | 30 Игр/ 1 гол    | 5 Игр        |
| 1988/89 | Бордо           | Лига один | 33 Игр/ 1 гол    | 6 Игр        |
| 1989/90 | Олимпик Марсель | Лига один | 37 Игр           | 8 Игр        |
| 1990/91 | Олимпик Марсель | Лига один | 19 Игр           | 5 Игр/ 1 гол |